# Trần Nhân Tông
Trần Nhân Tông (1258–1308 陈仁宗), vlastním jménem Khâm Tran (陈 昑), byl třetí císař vietnamské dynastie Trần, básník a buddhistický mnich. Vládl v letech 1278 až 1293.
Narodil se roku 1258 ve Vietnamu. Králem se stal roku 1279, poté, co se jeho otec – Trần Thánh Tông – vzdal trůnu, a vládl až do roku 1293, kdy se sám vzdal vlády ve prospěch svého syna Trần Anh Tônga. Po zbytek života se pak věnoval buddhismu. V roce 1298 se stal mnichem. Jako buddhistický mnich se nejprve věnoval meditaci a poté prošel bos celou zemi, přičemž došel až na hranice království Čampa. Po tomto putování založil první vietnamskou zenbuddhistickou školu známou pod jménem Škola bambusového lesa (viet. Trúc Lâm).
Jeho vláda byla poznamenána snahou o zabezpečení země a zároveň o vybudování dlouhodobého míru, z tohoto důvodu provdal svoji dceru – princeznu Huyền Trân – za krále Čampy Chế Mâna.
Jako král-filozof se stal jedním ze symbolů Vietnamu. Z jeho díla se zachovalo 31 básní a několik málo drobných zlomků z dalších děl.